# ادموند اچ هانسن
ادموند اچ هانسن (انگلیسی: Edmund H. Hansen؛ ۱۳ نوامبر ۱۸۹۴ – ۱۰ اکتبر ۱۹۶۲) یک مهندس صدا، و مهندس اهل ایالات متحده آمریکا بود.